# Phyllocolpa scotaspis
Phyllocolpa scotaspis är en stekelart som först beskrevs av Förster 1854.  Phyllocolpa scotaspis ingår i släktet Phyllocolpa, och familjen bladsteklar. Arten är reproducerande i Sverige.